# Statistiche e record di Fabio Fognini
In questa pagina sono riportate le statistiche e i record realizzati da Fabio Fognini durante la carriera tennistica.

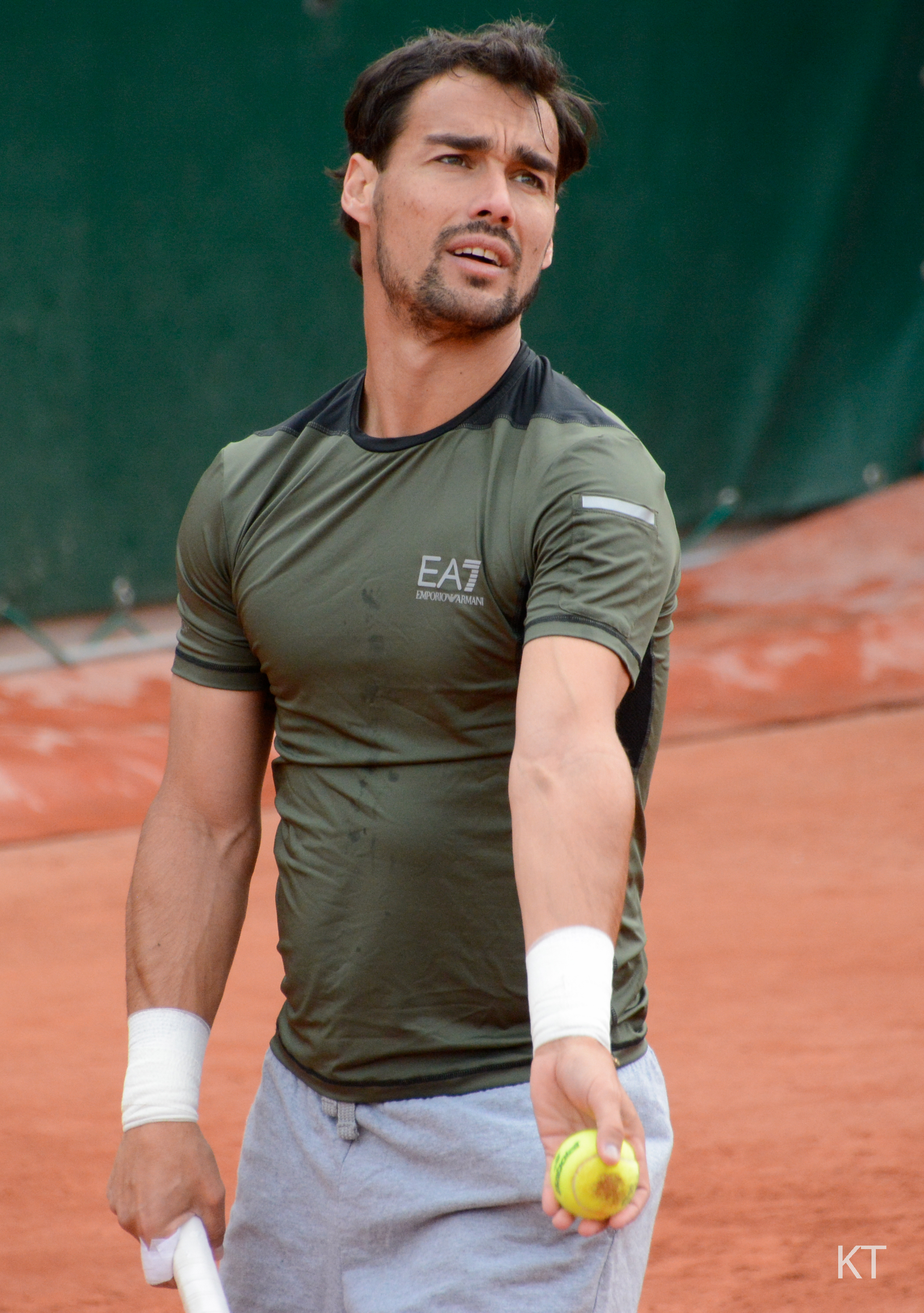
Fognini nel 2019.

| Finali in carriera                                                |                     |       |       |     |      |
| Specialità                                                        | Categoria           | Vinte | Perse | Tot | V %  |
| Singolare                                                         | Grande Slam         | –     | –     | –   | –    |
| Singolare                                                         | Olimpiadi estive    | –     | –     | –   | –    |
| Singolare                                                         | Tour Finals         | –     | –     | –   | –    |
| Singolare                                                         | ATP Masters 10001   | 1     | 0     | 1   | 100% |
| Singolare                                                         | ATP Tour 500        | 1     | 2     | 3   | 33%  |
| Singolare                                                         | ATP Tour 250        | 7     | 8     | 15  | 47%  |
| Singolare                                                         | Totale              | 9     | 10    | 19  | 47%  |
| Doppio                                                            | Grande Slam         | 1     | 0     | 1   | 100% |
| Doppio                                                            | Olimpiadi estive    | –     | –     | –   | –    |
| Doppio                                                            | Torneo di fine anno | –     | –     | –   | –    |
| Doppio                                                            | ATP Masters 10001   | 0     | 3     | 3   | 0%   |
| Doppio                                                            | ATP Tour 500        | 1     | 3     | 4   | 25%  |
| Doppio                                                            | ATP Tour 250        | 6     | 6     | 12  | 50%  |
| Doppio                                                            | Coppa Davis         | –     | –     | –   | –    |
| Doppio                                                            | ATP Cup             | 0     | 1     | 1   | 0%   |
| Doppio                                                            | Totale              | 8     | 13    | 21  | 38%  |
| Totale                                                            | Totale              | 17    | 23    | 40  | 43%  |
| 1 Conosciuti in precedenza come "ATP Masters Series" (2004–2008). |                     |       |       |     |      |

## Statistiche

### Singolare

#### Vittorie (9)
| Legenda              |
| Grande Slam (0)      |
| ATP Finals (0)       |
| ATP Masters 1000 (1) |
| ATP Tour 500 (1)     |
| ATP Tour 250 (7)     |

| N. | Data            | Torneo                           | Superficie      | Avversari in finale   | Punteggio        |
| 1. | 14 luglio 2013  | Stuttgart Open, Stoccarda        | Terra rossa     | Philipp Kohlschreiber | 5–7, 6–4, 6–4    |
| 2. | 21 luglio 2013  | Hamburg European Open, Amburgo   | Terra rossa     | Federico Delbonis     | 4–6, 7–6(8), 6–2 |
| 3. | 9 febbraio 2014 | Chile Open, Viña del Mar         | Terra rossa     | Leonardo Mayer        | 6–2, 6–4         |
| 4. | 24 luglio 2016  | Croatia Open Umag, Umago         | Terra rossa     | Andrej Martin         | 6–4, 6–1         |
| 5. | 30 luglio 2017  | Swiss Open Gstaad, Gstaad        | Terra rossa     | Yannick Hanfmann      | 6–4, 7–5         |
| 6. | 4 marzo 2018    | Brasil Open, San Paolo           | Terra rossa (i) | Nicolás Jarry         | 1–6, 6–1, 6–4    |
| 7. | 22 luglio 2018  | Swedish Open, Båstad             | Terra rossa     | Richard Gasquet       | 6–3, 3–6, 6–1    |
| 8. | 4 agosto 2018   | Los Cabos Open, Los Cabos        | Cemento         | Juan Martín del Potro | 6–4, 6–2         |
| 9. | 21 aprile 2019  | Monte Carlo Masters, Monte Carlo | Terra rossa     | Dušan Lajović         | 6–3, 6–4         |

#### Finali perse (10)
| Legenda              |
| Grande Slam (0)      |
| ATP Finals (0)       |
| ATP Masters 1000 (0) |
| ATP Tour 500 (2)     |
| ATP Tour 250 (8)     |

| N.  | Data              | Torneo                                                 | Superficie  | Avversari in finale | Punteggio        |
| 1.  | 29 aprile 2012    | Romanian Open, Bucarest                                | Terra rossa | Gilles Simon        | 4–6, 3–6         |
| 2.  | 23 settembre 2012 | St. Petersburg Open, San Pietroburgo                   | Cemento (i) | Martin Kližan       | 2–6, 3–6         |
| 3.  | 28 luglio 2013    | Croatia Open Umag, Umago                               | Terra rossa | Tommy Robredo       | 0–6, 3–6         |
| 4.  | 16 febbraio 2014  | Argentina Open, Buenos Aires                           | Terra rossa | David Ferrer        | 4–6, 3–6         |
| 5.  | 4 maggio 2014     | Internazionali di Tennis di Baviera, Monaco di Baviera | Terra rossa | Martin Kližan       | 6–2, 1–6, 2–6    |
| 6.  | 22 febbraio 2015  | Rio Open, Rio de Janeiro                               | Terra rossa | David Ferrer        | 2–6, 3–6         |
| 7.  | 2 agosto 2015     | Hamburg European Open, Amburgo                         | Terra rossa | Rafael Nadal        | 5–7, 5–7         |
| 8.  | 23 ottobre 2016   | Kremlin Cup, Mosca                                     | Cemento (i) | Pablo Carreño Busta | 6–4, 3–6, 2–6    |
| 9.  | 24 settembre 2017 | St. Petersburg Open, San Pietroburgo (2)               | Cemento (i) | Damir Džumhur       | 6–3, 4–6, 2–6    |
| 10. | 30 settembre 2018 | Chengdu Open, Chengdu                                  | Cemento     | Bernard Tomić       | 1–6, 6–3, 6(7)–7 |

### Doppio

#### Vittorie (8)
| Legenda              |
| Grande Slam (1)      |
| ATP Finals (0)       |
| ATP Masters 1000 (0) |
| ATP Tour 500 (1)     |
| ATP Tour 250 (6)     |

| N. | Data              | Torneo                               | Superficie  | Compagno          | Avversari in finale                 | Punteggio           |
| 1. | 30 luglio 2011    | Croatia Open Umag, Umago             | Terra rossa | Simone Bolelli    | Marin Čilić Lovro Zovko             | 6–3, 5–7, [10–7]    |
| 2. | 24 febbraio 2013  | Argentina Open, Buenos Aires         | Terra rossa | Simone Bolelli    | Nicholas Monroe Simon Stadler       | 6–3, 6–2            |
| 3. | 31 gennaio 2015   | Australian Open, Melbourne           | Cemento     | Simone Bolelli    | Pierre-Hugues Herbert Nicolas Mahut | 6–4, 6–4            |
| 4. | 2 ottobre 2016    | Shenzhen Open, Shenzhen              | Cemento     | Robert Lindstedt  | Oliver Marach Fabrice Martin        | 7–6(4), 6–3         |
| 5. | 23 settembre 2018 | St. Petersburg Open, San Pietroburgo | Cemento (i) | Matteo Berrettini | Roman Jebavý Matwé Middelkoop       | 7–6(6), 7–6(4)      |
| 6. | 20 febbraio 2022  | Rio Open, Rio de Janeiro             | Terra rossa | Simone Bolelli    | Jamie Murray Bruno Soares           | 7–5, 6(2)–7, [10–6] |
| 7. | 30 luglio 2022    | Croatia Open Umag, Umago (2)         | Terra rossa | Simone Bolelli    | Lloyd Glasspool Harri Heliövaara    | 5–7, 7–6(6), [10–7] |
| 8. | 19 febbraio 2023  | Argentina Open, Buenos Aires (2)     | Terra rossa | Simone Bolelli    | Nicolás Barrientos Ariel Behar      | 6–2, 6–4            |

#### Finali perse (12)
| Legenda              |
| Grande Slam (0)      |
| ATP Finals (0)       |
| ATP Masters 1000 (3) |
| ATP Tour 500 (3)     |
| ATP Tour 250 (6)     |

| N.  | Data             | Torneo                             | Superficie  | Compagno          | Avversari in finale               | Punteggio           |
| 1.  | 19 luglio 2008   | Croatia Open Umag, Umago           | Terra rossa | Carlos Berlocq    | Michal Mertiňák Petr Pála         | 6–2, 3–6, [5–10]    |
| 2.  | 26 febbraio 2010 | Open del Messico, Acapulco         | Terra rossa | Potito Starace    | Łukasz Kubot Oliver Marach        | 0–6, 0–6            |
| 3.  | 14 aprile 2012   | Grand Prix Hassan II, Casablanca   | Terra rossa | Daniele Bracciali | Dustin Brown Paul Hanley          | 5–7, 3–6            |
| 4.  | 2 marzo 2013     | Open del Messico, Acapulco (2)     | Terra rossa | Simone Bolelli    | Łukasz Kubot David Marrero        | 5–7, 2–6            |
| 5.  | 6 ottobre 2013   | China Open, Pechino                | Cemento     | Andreas Seppi     | Maks Mirny Horia Tecău            | 4–6, 2–6            |
| 6.  | 21 marzo 2015    | Indian Wells Masters, Indian Wells | Cemento     | Simone Bolelli    | Jack Sock Vasek Pospisil          | 4–6, 7–6(3), [7–10] |
| 7.  | 19 aprile 2015   | Monte Carlo Masters, Monte Carlo   | Terra rossa | Simone Bolelli    | Bob Bryan Mike Bryan              | 6(3)–7, 1–6         |
| 8.  | 18 ottobre 2015  | Shanghai Masters, Shanghai         | Cemento     | Simone Bolelli    | Marcelo Melo Raven Klaasen        | 3–6, 3–6            |
| 9.  | 22 luglio 2018   | Swedish Open, Båstad               | Terra rossa | Simone Bolelli    | Julio Peralta Horacio Zeballos    | 3–6, 4–6            |
| 10. | 15 gennaio 2022  | Sydney International, Sydney       | Cemento     | Simone Bolelli    | John Peers Filip Polášek          | 5–7, 5–7            |
| 11. | 13 febbraio 2022 | Argentina Open, Buenos Aires       | Terra rossa | Horacio Zeballos  | Santiago González Andrés Molteni  | 1–6, 1–6            |
| 12. | 17 luglio 2022   | Swedish Open, Båstad               | Terra rossa | Simone Bolelli    | Rafael Matos David Vega Hernández | 4–6, 6–3, [11–13]   |

### Tornei minori

#### Singolare

##### Vittorie (11)
| Legenda tornei minori |
| Challenger (8)        |
| Futures (3)           |

| N.  | Data              | Torneo                                               | Superficie  | Avversario in finale  | Punteggio           |
| 1.  | 6 febbraio 2005   | Spain F1, Murcia                                     | Terra rossa | Mario Radić           | 2–6, 7–5, 6–0       |
| 2.  | 24 aprile 2005    | Italy F9, Bergamo                                    | Terra rossa | Marco Mirnegg         | 2–6, 6–3, 6–4       |
| 3.  | 12 marzo 2006     | Italy F4, Siracusa                                   | Terra rossa | Andrea Arnaboldi      | 6–3, 6–3            |
| 4.  | 6 luglio 2008     | Sporting Challenger, Torino                          | Terra rossa | Diego Junqueira       | 6–4, 6–1            |
| 5.  | 7 settembre 2008  | Genoa Open Challenger, Genova                        | Terra rossa | Gianluca Naso         | 6–4, 6–3            |
| 6.  | 12 luglio 2009    | San Benedetto Tennis Cup, San Benedetto del Tronto   | Terra rossa | Cristian Villagrán    | 6(5)–7, 7–6(2), 6–0 |
| 7.  | 12 settembre 2010 | Genoa Open Challenger, Genova                        | Terra rossa | Potito Starace        | 6–4, 6–1            |
| 8.  | 3 ottobre 2010    | Tennislife Cup, Napoli                               | Terra rossa | Boris Pašanski        | 6–4, 4–2 rit.       |
| 9.  | 24 ottobre 2010   | Santiago Challenger, Santiago del Cile               | Terra rossa | Paul Capdeville       | 6–2, 7–6(2)         |
| 10. | 26 novembre 2023  | Copa Faulcombridge Open Ciudad de València, Valencia | Terra rossa | Roberto Bautista Agut | 3–6, 7–6(8), 7–6(3) |
| 11. | 24 novembre 2024  | Montemar Challenger, Montemar                        | Terra rossa | Lukas Neumayer        | 6–3, 2–6, 6–3       |

##### Finali perse (5)
| Legenda tornei minori |
| Challenger (4)        |
| Futures (1)           |

| N. | Data              | Torneo                                    | Superficie  | Avversario in finale     | Punteggio        |
| 1. | 13 marzo 2005     | Italy F3, Siracusa                        | Terra rossa | Adrian Ungur             | 5–7, 6–1, 1–6    |
| 2. | 28 gennaio 2007   | Challenger Providencia, Santiago del Cile | Terra rossa | Martín Vassallo Argüello | 6–1, 5–7, 4–6    |
| 3. | 20 maggio 2007    | Sanremo Tennis Cup, Sanremo               | Terra rossa | Francesco Aldi           | 5–7, 7–6(4), 4–6 |
| 4. | 10 giugno 2007    | Franken Challenge, Fürth                  | Terra rossa | Peter Luczak             | 6–4, 2–6, 2–6    |
| 5. | 10 settembre 2023 | Genoa Open Challenger, Genova             | Terra rossa | Thiago Seyboth Wild      | 2–6, 6(3)–7      |

#### Doppio

##### Vittorie (1)
| Legenda tornei minori |
| Challenger (1)        |
| Futures (0)           |

| N. | Data            | Torneo                        | Superficie  | Compagno      | Avversari in finale        | Punteggio |
| 1. | 16 ottobre 2010 | Asunción Challenger, Asunción | Terra rossa | Paolo Lorenzi | Carlos Berlocq Brian Dabul | 6–3, 6–4  |

##### Finali perse (2)
| Legenda tornei minori |
| Challenger (2)        |
| Futures (0)           |

| N. | Data           | Torneo                    | Superficie  | Compagno       | Avversari in finale        | Punteggio            |
| 1. | 1º aprile 2006 | Tennis Napoli Cup, Napoli | Terra rossa | Simone Bolelli | Tomáš Cibulec Łukasz Kubot | 5–7, 6–4, [7–10]     |
| 2. | 9 giugno 2007  | Franken Challenge, Fürth  | Terra rossa | Frederico Gil  | Bruno Echagaray André Ghem | 6(1)–7, 6–4, [11–13] |

## Record

### Ranking ATP
È il tennista più anziano al mondo (32 anni) a essere entrato in top 10.
Detiene il record di settimane (292) al numero 1 tra i tennisti italiani.
È l'unico tennista italiano a essere stato presente:
- nella top 10 sia in singolare sia in doppio.
- nella top 100 di singolare per 823 settimane, di cui 708 consecutive, nonché per 17 stagioni, di cui 16 consecutive.[2]
- nella top 50 di singolare per 525 settimane, di cui 477 consecutive.

### Grande Slam
- È l'unico tennista italiano ad aver disputato 133 incontri in singolare.

- È l'unico tennista italiano insieme ad Andreas Seppi ad aver vinto 18 incontri al torneo di Wimbledon nell'era Open, dietro soltanto ai 29 di Nicola Pietrangeli che ne vinse 27 nell'era Amatoriale.

- È l'unico tennista italiano ad aver disputato 4 ottavi di finale in singolare agli Australian Open, a pari merito con Andreas Seppi e Jannik Sinner.
- È l'unico tennista italiano, insieme a Simone Bolelli,  ad aver vinto un titolo in doppio maschile nell'era Open (Nicola Pietrangeli e Orlando Sirola, realizzarono l'impresa nell'era Amatoriale - Roland Garros 1959).
- È l'unico tennista italiano, insieme a Simone Bolelli, ad aver vinto gli Australian Open in doppio maschile.

### Vari
È l'unico tennista italiano dell'era Open ad aver vinto il torneo di Monte Carlo.
È l'unico tennista italiano ad aver vinto: 
- 426 incontri ATP.[4]
- 95 incontri al livello Masters 1000.
- 66 incontri al livello ATP Tour 500.

È l'unico tennista italiano ad aver disputato:
- 822 incontri ATP.
- 162 ottavi di finale ATP.
- 42 semifinali ATP, a pari merito con Adriano Panatta.

## Risultati in progressione
| V | F | SF | QF | #T | RR | Q# | A | Z# | PO | O | F-A | SF-B | ND |

(V) Torneo vinto; raggiunto (F) finale, (SF) semifinale, (QF) quarti di finale, (#T) turni 4, 3, 2, 1; (RR) round - robin; (Q#) Turno di qualificazione; (A) assente dal torneo; (Z#) Zona gruppo Coppa Davis/Fed Cup (con indicazione numero); (PO) play-off Coppa Davis o Fed Cup; vinto un (O) oro, (F-A) argento o (SF-B) bronzo ai Giochi Olimpici; (ND) torneo non disputato.

### Singolare
Aggiornato al Torneo di Wimbledon 2024
| Tornei                | 2005          | 2006          | 2007          | 2008          | 2009          | 2010          | 2011          | 2012          | 2013          | 2014          | 2015          | 2016          | 2017          | 2018          | 2019          | 2020          | 2021          | 2022          | 2023          | 2024          | Titoli       | V–S          | V%           |
| --------------------- | ------------- | ------------- | ------------- | ------------- | ------------- | ------------- | ------------- | ------------- | ------------- | ------------- | ------------- | ------------- | ------------- | ------------- | ------------- | ------------- | ------------- | ------------- | ------------- | ------------- | ------------ | ------------ | ------------ |
| Tornei Grande Slam    |               |               |               |               |               |               |               |               |               |               |               |               |               |               |               |               |               |               |               |               |              |              |              |
| Australian Open       | A             | A             | Q1            | 1T            | 2T            | 1T            | 1T            | 1T            | 1T            | 4T            | 1T            | 1T            | 2T            | 4T            | 3T            | 4T            | 4T            | 1T            | 1T            | A             | 0 / 16       | 16–16        | 50%          |
| Roland Garros         | A             | A             | 1T            | A             | 1T            | 3T            | QF            | 3T            | 3T            | 3T            | 2T            | 1T            | 3T            | 4T            | 4T            | 1T            | 3T            | 2T            | 3T            | 2T            | 0 / 17       | 27–16        | 63%          |
| Wimbledon             | A             | A             | A             | 1T            | 2T            | 3T            | A             | 2T            | 1T            | 3T            | 2T            | 2T            | 3T            | 3T            | 3T            | ND            | 3T            | 1T            | A             | 3T            | 0 / 14       | 18–14        | 56%          |
| US Open               | A             | Q1            | Q3            | 1T            | 1T            | 1T            | 2T            | 3T            | 1T            | 2T            | 4T            | 2T            | 1T            | 2T            | 1T            | A             | 1T            | 2T            | Q1            |               | 0 / 14       | 10–14        | 41%          |
| Vittorie–Sconfitte    | 0–0           | 0–0           | 0–1           | 0–3           | 2–4           | 4–4           | 5–2           | 5–4           | 2–4           | 8–4           | 5–4           | 2–4           | 5–4           | 9–4           | 7–4           | 3–2           | 7–4           | 2–4           | 2–2           | 3–2           | 0 / 61       | 71–60        | 54%          |
| Nazionale             |               |               |               |               |               |               |               |               |               |               |               |               |               |               |               |               |               |               |               |               |              |              |              |
| Giochi Olimpici       | Non disputati | Non disputati | Non disputati | A             | Non disputati | Non disputati | Non disputati | 1T            | Non disputati | Non disputati | Non disputati | 3T            | Non disputati | Non disputati | Non disputati | Non disputati | 3T            | Non disputati | Non disputati | A             | 0 / 3        | 4–3          | 57%          |
| Coppa Davis           | A             | A             | A             | Z1            | PO            | 1T            | PO            | PO            | QF            | SF            | 1T            | QF            | QF            | QF            | RR            | QF            | QF            | A             | A             | A             | 0 / 9        | 23–9         | 72%          |
| ATP Cup               | Non disputato | Non disputato | Non disputato | Non disputato | Non disputato | Non disputato | Non disputato | Non disputato | Non disputato | Non disputato | Non disputato | Non disputato | Non disputato | Non disputato | Non disputato | RR            | F             | A             | Non disputati | Non disputati | 0 / 2        | 3–4          | 43%          |
| Vittorie–Sconfitte    | 0–0           | 0–0           | 0–0           | 0–1           | 3–0           | 2–1           | 3–0           | 1–1           | 1–1           | 4–2           | 2–1           | 3–2           | 1–0           | 3–1           | 1–1           | 2–2           | 4–3           | 0–0           | 0–0           |               | 0 / 13       | 30–16        | 65%          |
| ATP Tour Masters 1000 |               |               |               |               |               |               |               |               |               |               |               |               |               |               |               |               |               |               |               |               |              |              |              |
| Indian Wells          | A             | A             | Q2            | 2T            | 1T            | 2T            | 1T            | A             | 2T            | 4T            | 2T            | A             | 3T            | 2T            | 2T            | ND            | 3T            | 2T            | 1T            | 2T            | 0 / 13       | 10–13        | 43%          |
| Miami                 | A             | A             | A             | A             | Q1            | 1T            | 1T            | A             | 3T            | 4T            | 2T            | A             | SF            | 3T            | 3T            | ND            | 2T            | 3T            | 1T            | A             | 0 / 11       | 11–11        | 50%          |
| Monte Carlo           | A             | A             | Q1            | A             | 3T            | 1T            | 2T            | 2T            | SF            | 3T            | 2T            | 1T            | 1T            | 2T            | V             | ND            | QF            | 2T            | A             | A             | 1 / 13       | 21–12        | 65%          |
| Madrid                | A             | A             | A             | 1T            | 2T            | 1T            | Q1            | 1T            | 1T            | 1T            | 2T            | 2T            | 2T            | 1T            | 3T            | ND            | 2T            | 1T            | A             | A             | 0 / 13       | 7–13         | 34%          |
| Roma                  | Q1            | 1T            | Q2            | A             | 2T            | 1T            | 1T            | 2T            | 2T            | 1T            | 3T            | 1T            | 3T            | QF            | 3T            | 2T            | 1T            | 2T            | 3T            | 2T            | 0 / 16       | 16–17        | 48%          |
| Montréal/Toronto      | A             | A             | 3T            | A             | A             | 2T            | 1T            | 2T            | 2T            | 2T            | 1T            | 2T            | A             | 2T            | QF            | ND            | 2T            | 1T            | A             | A             | 0 / 12       | 11–12        | 50%          |
| Cincinnati            | A             | A             | A             | A             | A             | Q2            | 2T            | 1T            | 1T            | QF            | 1T            | 1T            | 2T            | A             | A             | A             | 2T            | 2T            | A             | A             | 0 / 9        | 7–9          | 43%          |
| Shanghai              | Non disputato | Non disputato | Non disputato | Non disputato | 2T            | A             | 1T            | 1T            | 3T            | 1T            | 2T            | 2T            | 3T            | A             | QF            | Non disputato | Non disputato | Non disputato | 1T            |               | 0 / 10       | 10–10        | 50%          |
| Parigi                | A             | A             | A             | A             | A             | 2T            | 1T            | Q2            | 2T            | 2T            | 1T            | 1T            | A             | 3T            | 2T            | A             | 1T            | 2T            | A             |               | 0 / 10       | 2–10         | 20%          |
| Vittorie–Sconfitte    | 0–0           | 0–1           | 2–1           | 1–2           | 5–5           | 3–7           | 2–8           | 3–6           | 10–9          | 10–9          | 5–9           | 3–7           | 13–7          | 6–7           | 15–7          | 0–1           | 7–8           | 6–7           | 2–4           | 2–2           | 1 / 107      | 95–107       | 47%          |
| Statistiche Carriera  |               |               |               |               |               |               |               |               |               |               |               |               |               |               |               |               |               |               |               |               |              |              |              |
|                       | 2005          | 2006          | 2007          | 2008          | 2009          | 2010          | 2011          | 2012          | 2013          | 2014          | 2015          | 2016          | 2017          | 2018          | 2019          | 2020          | 2021          | 2022          | 2023          | 2024          | Carriera     | Carriera     | Carriera     |
| Titoli / Finali       | 0 / 0         | 0 / 0         | 0 / 0         | 0 / 0         | 0 / 0         | 0 / 0         | 0 / 0         | 0 / 2         | 2 / 3         | 1 / 3         | 0 / 2         | 1 / 2         | 1 / 2         | 3 / 4         | 1 / 1         | 0 / 0         | 0 / 0         | 0 / 0         | 0 / 0         | 0 / 0         | 9 / 19       | 9 / 19       | 9 / 19       |
| V–S                   | 0–1           | 2–5           | 5–7           | 16–18         | 20–26         | 16–26         | 25–27         | 22–24         | 42–27         | 40–26         | 32–26         | 26–23         | 36–23         | 46–22         | 30–24         | 6–10          | 20–20         | 19–23         | 9–13          | 12–14         | 426–389      | 426–389      | 426–389      |
| Vittorie (%)          | 0%            | 29%           | 42%           | 47%           | 43%           | 38%           | 48%           | 48%           | 61%           | 61%           | 55%           | 53%           | 61%           | 68%           | 56%           | 38%           | 50%           | 45%           | 41%           | 46%           | 52.27%       | 52.27%       | 52.27%       |
| Ranking fine anno     | 305           | 247           | 95            | 88            | 54            | 55            | 48            | 45            | 16            | 20            | 21            | 49            | 27            | 13            | 12            | 17            | 36            | 55            | 107           |               | 18 831 523 $ | 18 831 523 $ | 18 831 523 $ |

### Doppio
Aggiornato all'US Open 2024.
| Tornei             | 2005 | 2006 | 2007 | 2008 | 2009 | 2010 | 2011 | 2012 | 2013 | 2014 | 2015 | 2016 | 2017 | 2018 | 2019 | 2020 | 2021 | 2022 | 2023 | 2024 | Titoli | V–S   | V%  |
| ------------------ | ---- | ---- | ---- | ---- | ---- | ---- | ---- | ---- | ---- | ---- | ---- | ---- | ---- | ---- | ---- | ---- | ---- | ---- | ---- | ---- | ------ | ----- | --- |
| Tornei Grande Slam |      |      |      |      |      |      |      |      |      |      |      |      |      |      |      |      |      |      |      |      |        |       |     |
| Australian Open    | A    | A    | A    | 2T   | 2T   | 2T   | 1T   | 2T   | SF   | 2T   | V    | 2T   | 1T   | 2T   | A    | A    | A    | QF   | 1T   | A    | 1 / 13 | 20–12 | 62% |
| Roland Garros      | A    | A    | A    | A    | 2T   | 1T   | 2T   | 1T   | 1T   | 2T   | SF   | 1T   | 1T   | 1T   | A    | A    | A    | A    | 2T   | A    | 0 / 11 | 8–11  | 42% |
| Wimbledon          | A    | A    | A    | A    | 1T   | 1T   | A    | 1T   | 1T   | 2T   | 1T   | 1T   | 1T   | A    | A    | ND   | A    | A    | A    | A    | 0 / 8  | 1–8   | 11% |
| US Open            | A    | A    | A    | 1T   | 1T   | A    | SF   | 1T   | 2T   | 1T   | 1T   | 2T   | 3T   | 2T   | A    | A    | A    | 3T   | A    | A    | 0 / 11 | 11–10 | 52% |
| Vittorie–Sconfitte | 0–0  | 0–0  | 0–0  | 1–2  | 2–4  | 1–3  | 5–3  | 1–4  | 5–4  | 3–4  | 10–3 | 2–4  | 2–3  | 2–3  | 0–0  | 0–0  | 0–0  | 5–2  | 1–2  | 0–0  | 1 / 43 | 40–41 | 49% |

## Vittorie contro giocatori Top 10
| Anno     | 2005 | 2006 | 2007 | 2008 | 2009 | 2010 | 2011 | 2012 | 2013 | 2014 | 2015 | 2016 | 2017 | 2018 | 2019 | 2020 | 2021 | 2022 | 2023 | 2024 | Totale |
| -------- | ---- | ---- | ---- | ---- | ---- | ---- | ---- | ---- | ---- | ---- | ---- | ---- | ---- | ---- | ---- | ---- | ---- | ---- | ---- | ---- | ------ |
| Vittorie | 0    | 0    | 0    | 0    | 0    | 1    | 0    | 0    | 2    | 1    | 3    | 0    | 3    | 2    | 3    | 0    | 0    | 0    | 1    | 1    | 17     |

| #    | Giocatore             | Rank | Evento                           | Superficie  | Turno | Punteggio                |
| ---- | --------------------- | ---- | -------------------------------- | ----------- | ----- | ------------------------ |
| 2010 |                       |      |                                  |             |       |                          |
| 1.   | Fernando Verdasco     | 9    | Wimbledon, Londra                | Erba        | 1T    | 7–6(9), 6–2, 6(6)–7, 6–4 |
| 2013 |                       |      |                                  |             |       |                          |
| 2.   | Tomáš Berdych         | 6    | Monte Carlo Masters, Monte Carlo | Terra rossa | 3T    | 6–4, 6–2                 |
| 3.   | Richard Gasquet       | 9    | Monte Carlo Masters, Monte Carlo | Terra rossa | QF    | 7–6(0), 6–2              |
| 2014 |                       |      |                                  |             |       |                          |
| 4.   | Andy Murray           | 8    | Coppa Davis, Napoli              | Terra rossa | RR    | 6–3, 6–3, 6–4            |
| 2015 |                       |      |                                  |             |       |                          |
| 5.   | Rafael Nadal          | 3    | Rio Open, Rio de Janeiro         | Terra rossa | SF    | 1–6, 6–2, 7–5            |
| 6.   | Rafael Nadal (2)      | 4    | Barcelona Open, Barcellona       | Terra rossa | 3T    | 6–4, 7–6(6)              |
| 7.   | Rafael Nadal (3)      | 8    | US Open, New York                | Cemento     | 3T    | 3–6, 4–6, 6–4, 6–3, 6–4  |
| 2017 |                       |      |                                  |             |       |                          |
| 8.   | Jo-Wilfried Tsonga    | 8    | Indian Wells Open, Indian Wells  | Cemento     | 2T    | 7–6(4), 3–6, 6–4         |
| 9.   | Kei Nishikori         | 4    | Miami Open, Miami                | Cemento     | QF    | 6–4, 6–2                 |
| 10.  | Andy Murray (2)       | 1    | Internazionali d'Italia, Roma    | Terra rossa | 2T    | 6–2, 6–4                 |
| 2018 |                       |      |                                  |             |       |                          |
| 11.  | Dominic Thiem         | 8    | Internazionali d'Italia, Roma    | Terra rossa | 2T    | 6–4, 1–6, 6–3            |
| 12.  | Juan Martín del Potro | 4    | Los Cabos Open, Los Cabos        | Cemento     | F     | 6–4, 6–2                 |
| 2019 |                       |      |                                  |             |       |                          |
| 13.  | Alexander Zverev      | 3    | Monte Carlo Masters, Monte Carlo | Terra rossa | 3T    | 7–6(6), 6–1              |
| 14.  | Rafael Nadal (4)      | 2    | Monte Carlo Masters, Monte Carlo | Terra rossa | SF    | 6–4, 6–2                 |
| 15.  | Karen Chačanov        | 9    | Shanghai Masters, Shanghai       | Cemento     | 3T    | 6–3, 7–5                 |
| 2023 |                       |      |                                  |             |       |                          |
| 16.  | Félix Auger-Aliassime | 10   | Roland Garros, Parigi            | Terra rossa | 1T    | 6–4, 6–4, 6–3            |
| 2024 |                       |      |                                  |             |       |                          |
| 17.  | Casper Ruud           | 8    | Wimbledon, Londra                | Erba        | 2T    | 6–4, 7–5, 6(1)–7, 6–3    |

## Guadagni in carriera
| Anno     | Grande Slam | ATP Tour | Totale | Guadagni ($) | Posizione |
| -------- | ----------- | -------- | ------ | ------------ | --------- |
| 2005     | 0           | 0        | 0      | 17,668       | 417       |
| 2006     | 0           | 0        | 0      | 52,100       | 264       |
| 2007     | 0           | 0        | 0      | 126,405      | 169       |
| 2008     | 0           | 0        | 0      | 284,518      | 104       |
| 2009     | 0           | 0        | 0      | 395,679      | 67        |
| 2010     | 0           | 0        | 0      | 424,469      | 76        |
| 2011     | 0           | 0        | 0      | 738,884      | 41        |
| 2012     | 0           | 0        | 0      | 533,149      | 53        |
| 2013     | 0           | 2        | 2      | 1.480.993    | 18        |
| 2014     | 0           | 1        | 1      | 1.230.758    | 25        |
| 2015     | 0           | 0        | 0      | 1.779.408    | 13        |
| 2016     | 0           | 1        | 1      | 782.705      | 53        |
| 2017     | 0           | 1        | 1      | 1.429.055    | 28        |
| 2018     | 0           | 3        | 3      | 2.088.249    | 15        |
| 2019     | 0           | 1        | 1      | 2.895.013    | 11        |
| 2020     | 0           | 0        | 0      | 286.610      | 12        |
| 2021     | 0           | 0        | 0      | 1,277,392    | 25        |
| 2022     | 0           | 0        | 0      | 1,199,767    | 43        |
| 2023     | 0           | 0        | 0      | 620,035      | 120       |
| 2024     | 0           | 0        | 0      | 700,940      | 107       |
| 2025     | 0           | 0        | 0      | 0            | NC        |
| Carriera | 0           | 9        | 9      | 18,812,062   | 36        |

- Aggiornato al 16 dicembre 2024